# Sebastian Schneider (Schauspieler)
Sebastian Schneider (* 1991 in Vorwerk) ist ein deutscher Schauspieler.

## Leben
Sebastian Schneider wurde in Niedersachsen geboren. Bereits vor seinem späteren Schauspielstudium übernahm er als Jugendlicher kleinere Schauspielrollen am Theater Bremen. Er war u. a. Tells Knabe in Wilhelm Tell (2007, Regie: Christian Pade) und Quintus, einer der Söhne des Titelhelden, in Titus Andronicus (2008, Regie: Christine Eder).
Von 2011 bis 2015 absolvierte Schneider sein Schauspielstudium an der Hochschule für Schauspielkunst „Ernst Busch“ (HfS „Ernst Busch“) in Berlin. Während des Studiums gehörten u. a. Alexander Lang, Eva Weißenborn und Michael Schweighöfer zu seinen Lehrern. Mit dem Studierenden-Ensemble der HfS „Ernst Busch“ gastierte er 2013 beim „3. Internationalen Festival der Schauspielschulen“ in Peking mit der Rolle des Lysander in der Shakespeare-Komödie Ein Sommernachtstraum. Er gastierte mit dem Ensemble der HfS „Ernst Busch“ beim „Treffen deutscher Schauspielschulen“ in München (2014), bei der „Woche junger Schauspieler“ in Bensheim (2014) und beim „Classfest“ in der Republik Moldau (2015). Während des Studiums trat er am bat-Studiotheater auf (2014, mit Philoktet von Heiner Müller, Regie: Marcel Kohler). Mit dieser Produktion gastierte er 2015 auch beim „Meeting Of European Theatre Academies“ in Florenz. Während seines Schauspielstudiums hatte er außerdem  bereits ein Gastengagement an der Volksbühne Berlin.
In der Spielzeit 2015/16 war er festes Ensemblemitglied am Stadttheater Bern. Dort trat er  u. a. als Junker Andreas Bleichenwang in Was ihr wollt (Regie: Johannes Lepper), Jeronimo in Das Erdbeben in Chili (Regie: Ulrich Rasche) und als Peter Pan (nach Motiven von Matthew Barrie) auf. 2017 gastierte er am Schauspiel Frankfurt. Im Sommer 2017 debütierte er bei den Salzburger Festspielen als Kasimir in einer Theater-Performance nach Motiven des Horváth-Stücks Kasimir und Karoline.
In der Spielzeit 2018/19 debütierte er am Münchner Volkstheater als Lysander in Kieran Joels Inszenierung der Shakespeare-Komödie Ein Sommernachtstraum. 2019 gastierte er an der Schaubühne Lindenfels in Leipzig in der Produktion Herz der Finsternis. In der Spielzeit 2020/21  trat er am Neuen Künstlertheater Berlin in der Produktion Youth auf, deren Premiere pandemiebedingt live über die  Audio-App Clubhouse stattfand. Im September 2021 gehörte er zur Besetzung der installativen Performance Aufhebung im Großen Wasserspeicher Berlin.
Schneider übernahm auch bereits Fernsehrollen. In der ZDF-Krimiserie Letzte Spur Berlin hatte er, an der Seite von Markus Gertken und Eva Blum, die seine Eltern spielten, eine Episodenhauptrolle besetzt. Er war der 17-jährige Tim Wiegand, der Sohn eines Zivilfahnders, der als Pizza-Bote arbeitet und mit Crystal Meth dealt. Im Januar 2018 war Schneider in der ARD-Serie In aller Freundschaft ebenfalls in einer Episodenhauptrolle zu sehen. Er spielte den jungen Medizinstudenten Johannes, den tabletten- und drogenabhängigen Sohn von Schwester Ulrike (Anita Vulesica), der als Praktikant an die Leipziger Sachsenklinik kommt. Im September 2018 war er in der Auftaktfolge der 16. Staffel der ZDF-Serie SOKO Wismar in einer Episodennebenrolle als tatverdächtiger Hilfskellner Dominik Hansen zu sehen. Im November 2018 folgte eine Episodenrolle in der ZDF-Serie Notruf Hafenkante als Moritz Donath, ein Sohn aus gutem Hause, der unter Verdacht gerät, ein irisches Kindermädchen unter Drogen gesetzt und vergewaltigt zu haben.
In der ZDF-Krimireihe Marie Brand (2019) verkörperte Schneider in dem Film Marie Brand und der Reiz der Gewalt (Erstausstrahlung: Januar 2019) eine Hauptrolle als tatverdächtiger Sohn eines Streifenpolizisten, der nach einem Zusammenstoß mit seinem Vater auf der Flucht ist. In der 5. Staffel der ZDF-Serie Bettys Diagnose (2018–2019) übernahm Schneider eine der Episodenhauptrollen als junger Mann mit einer komplizierten Vater-Sohn-Beziehung. In der 17. Staffel der ZDF-Serie SOKO Köln (2019) spielte Schneider eine der Episodenrollen als Punk und Hausbesetzer Alex Weissner. In der 11. Staffel der ZDF-Serie SOKO Stuttgart (2019) übernahm Schneider eine der Episodenrollen als tatverdächtiger Ex-Freund einer erfolgreichen Lifestyle-Vloggerin.
In 13. Film der ZDF-Krimireihe Helen Dorn, Helen Dorn: Kleine Freiheit, der im Oktober 2020 erstausgestrahlt wurde, verkörperte Schneider den erwachsenen Luis, der als 8-jähriger Junge spurlos verschwand, und nunmehr als Travestiekünstlerin „Lola“ in einer Hamburger Hafenbar auftritt. Seit 2021 gehört er als Arzt Paul Wegener und Sohn der weiblichen Hauptfigur Katharina Wegener (Valerie Niehaus) zur Stammbesetzung der ZDF-Fernsehreihe Nächste Ausfahrt Glück. In der 7. Staffel der ARD-Vorabendserie WaPo Bodensee (2022) übernahm er eine der Episodenhauptrollen als „nerdiger“ Freund einer verschwundenen erfolgreichen Vloggerin.
Schneider lebt in Berlin.

## Filmografie (Auswahl)
- 2016: Letzte Spur Berlin (Fernsehserie, Folge Gesetzeshüter)
- 2018: In aller Freundschaft (Fernsehserie, Folge Elternpflichten)
- 2018: SOKO Wismar: (Fernsehserie, Folge  Der schöne Finn)
- 2018: Technically Single (Webserie, fünf Folgen)
- 2018, 2024: Notruf Hafenkante (Fernsehserie, verschiedene Rollen, 2 Folgen)
- 2019: Marie Brand und der Reiz der Gewalt (Fernsehreihe)
- 2019: Bettys Diagnose (Fernsehserie, Folge Ungewollte Gefühle)
- 2019: SOKO Köln (Fernsehserie, Folge Richtfest)
- 2019: SOKO Stuttgart (Fernsehserie, Folge  #Mord)
- 2020: Blutige Anfänger (Fernsehserie, Folge Blinder Fleck)
- 2020: WaPo Berlin (Fernsehserie, Folge Alle in einem Boot)
- 2020: Der Staatsanwalt (Fernsehserie, Folge Todgeweiht)
- 2020: Ostfrieslandkrimis: Ostfriesengrab (Fernsehreihe)
- 2020: Letzte Spur Berlin (Fernsehserie, Folge Memory)
- 2020: Helen Dorn: Kleine Freiheit (Fernsehreihe)
- seit 2021: Nächste Ausfahrt Glück (Fernsehreihe)
  - 2021: Juris Rückkehr
  - 2021: Beste Freundinnen
  - 2022: Der richtige Vater
  - 2022: Song für die Freiheit
  - 2023: Familienbesuch
  - 2023: Katharinas Entscheidung
  - 2024: Übers Ziel hinaus
- 2021: Marie fängt Feuer – Coming Out (Fernsehreihe)
- 2021: Ich Ich Ich
- 2022: WaPo Bodensee (Fernsehserie, Folge Paleo Girl)
- 2022: Jenseits der Spree (Fernsehserie, Folge Wertstoff)
- 2023: In aller Freundschaft – Die jungen Ärzte (Fernsehserie, Folge Zerreißprobe)
- 2023: Hotel Mondial (Fernsehserie, Folge Neben der Spur)
- 2024: Die Notärztin (Fernsehserie, Folge Zuhause)
- 2024: Tatort: Colonius (Fernsehreihe)